# Lenon Fernandes Ribeiro
Lenon Fernandes Ribeiro (San Paolo, 2 maggio 1990) è un calciatore brasiliano, difensore del Capital.

## Caratteristiche tecniche
È un terzino destro.

## Carriera
Cresciuto nelle giovanili del Flamengo, ha esordito in prima squadra il 5 aprile 2009 in occasione del match del Campionato Carioca pareggiato 1-1 contro il Fluminense.